# Gruppenführer
Gruppenführer var tidligere en høj paramilitær rang i nazipartiet, og blev formodentlig skabt og taget i brug i 1925 af SA.
Rangen SS-Gruppenführer blev anvendt af SS fra 1930, og senere også Waffen-SS, og blev sidestillet med en generalløjtnant i den regulære tyske hær.